# Penebel (Penebel)
Penebel is een bestuurslaag in het regentschap Tabanan van de provincie Bali, Indonesië. Penebel telt 3468 inwoners (volkstelling 2010).